# 주뭄바이 퀘벡 정부 대표부
주뭄바이 퀘벡 정부 대표부(프랑스어: Bureau du Québec à Mumbai, 영어: Quebec Government Office in Mumbai) 또는 주인도 퀘벡 정부 대표부는 인도 뭄바이에 위치한 퀘벡 정부 대표부이다. 사무국 지위를 갖고 있으며 인도를 관할한다.
주뭄바이 퀘벡 정부 대표부는 캐나다 퀘벡주와 인도 간의 관계 발전에 기여한다. 대표부는 인도에서 사업을 원하는 퀘벡주의 기업들과의 연락을 제공하고 인도의 교육, 연구, 과학, 무역, 혁신 분야에서의 교류 및 협력을 지원한다.

## 같이 보기
- 퀘벡 정부 대표부